# Gastroskop
Gastroskop – urządzenie służące do wykonywania gastroskopii, czyli wziernikowania żołądka.
Początkowo, pod koniec XIX w., gastroskop był długą (ok. 65 cm), sztywną rurą o średnicy ok. 9–10 mm. Następnie zaczęto używać instrumentów półsztywnych, a wreszcie giętkich. Wraz z pojawieniem się panendoskopów - giętkich endoskopów ze sterowaną końcówką - używania gastroskopów zarzucono, jako mniej wygodnych, niebezpiecznych i nie umożliwiających obejrzenia całego przełyku i żołądka oraz niedających w ogóle możliwości zbadania dwunastnicy.
Gastroskop wprowadzany był przez gardło i przełyk do żołądka. Badanie pozwalało zauważyć i zdiagnozować zmiany w żołądku oraz zastosować odpowiednie leczenie.
Obecnie nazwą gastroskop określa się potocznie panendoskopy.